# Atanazije II. Aleksandrijski
Papa Atanazije II. Aleksandrijski, 34. papa Aleksandrije i patrijarh svetog Trona sv. Marka. Ovaj otac je bio gorljivi zagovornik kršćanstva u crkvi Aleksandrije. 

## Pregled
Nakon odlaska pape Petra III. Mongusa, po mišljenju okupljnih vjernika, biskupa i redovnika svi su se složili da on zaslužuje da bude zeređenjen kao patrijarh Aleksandrije. To se odvijalo u vrijeme neposredno nakon pada Zapadnog Rimskog Carstva 476. godine i vladavine rimskog cara Zenon (474. – 491.) koji je i prihvatio raspad i doprinio stabilizaciji i opstanku Istočnog dijela rimske države.

Atanazije je bio obrazovan čovjek i veliki vjernik ispunjen Duhom Svetim, poznat po svome integritetu kao i po integritetu njegove vjere. Kada je postao patrijarh, najveću brigu je poklanjao Kristovim vjernicima kroz svoje molitve i propovjedi.

## Previranja
U vrijeme svoga patrijarhata u Aleksandriji, dešavala su se ozbiljna previranja jer su sve apostolske crkve u zemlji odbijale razmotriti, a kamoli prihvatiti vjerovanja Vijeća Kalcedona, te su posljedično odbacile i pismo, čuveni Thomos pape Lava I.  Za vrijeme njegovog papinstva, nakon smrti cara Zenona 491. godine, za cara Istočnog Rimskog Carstva je izabran Anastazije I. 11. travnja 491. AD. 

## Kraj previranja
Patrijarh je stekao naklonost cara Anastazija, te je s njime dijelio zabrinutost i tražio način kako da uspostavi mir na Istoku općenito, a posebno u Egipatu. Obostrana želja je bila da se vjerski sukobi ne bi smjeli ponoviti, te da se moraju okončati, a car je, kao posebno važno, naglašavao potrebu da svaka osoba mora imati mogućnost slobodnog izbora koju doktrinu ili religiju će prihvatiti.
Kad je car vidio da su neki biskupi skloni pretresanju prošlosti i raspravama, on ih je odlučno dao smjeniti kako ne bi ponovno uzburkali atmosferu i mir u Crkvi. Dakle, duh mira je napokon prevladao u svim crkvama, osim u kritikama katoličke crkve, čiji se respektabilni čelnici nisu prestali suprotstavljati onima koji se nisu slagali s odlukama sabora Kalcedona.  Neki izvori navode da se to prvenstveno odnosilo na "rimske biskupe".

## Odlazak
Atanazije I. je ostao na Tronu Sv. Marka šest godina i devet mjeseci, i živio je u razdoblju mira sve do svoga odlaska 1. listopada 496. AD. (20. thouta godine 212 A.M. prema koptskom računanju vremena). Zabilježen je u sinaksarionu - kalendaru svetaca koptske crkve 20. dana mjeseca thouta, koji je dan njegove smrti.

## Vanjske poveznice
- Sinaksarion; odlazak sv. Atanazija II.  Arhivirana inačica izvorne stranice od 25. ožujka 2018. (Wayback Machine)
- Odlazak sv. Atanazija II.
- Sv. Atanazije II. Aleksandrijski

| Koptske pape Aleksandrije    | Koptske pape Aleksandrije           | Koptske pape Aleksandrije |
| ---------------------------- | ----------------------------------- | ------------------------- |
| prethodnik Petar III. Mongus | Aleksandrijske pape 490. - 496. AD. | nasljednik Ivan I. (II.)  |